# 电影放映机

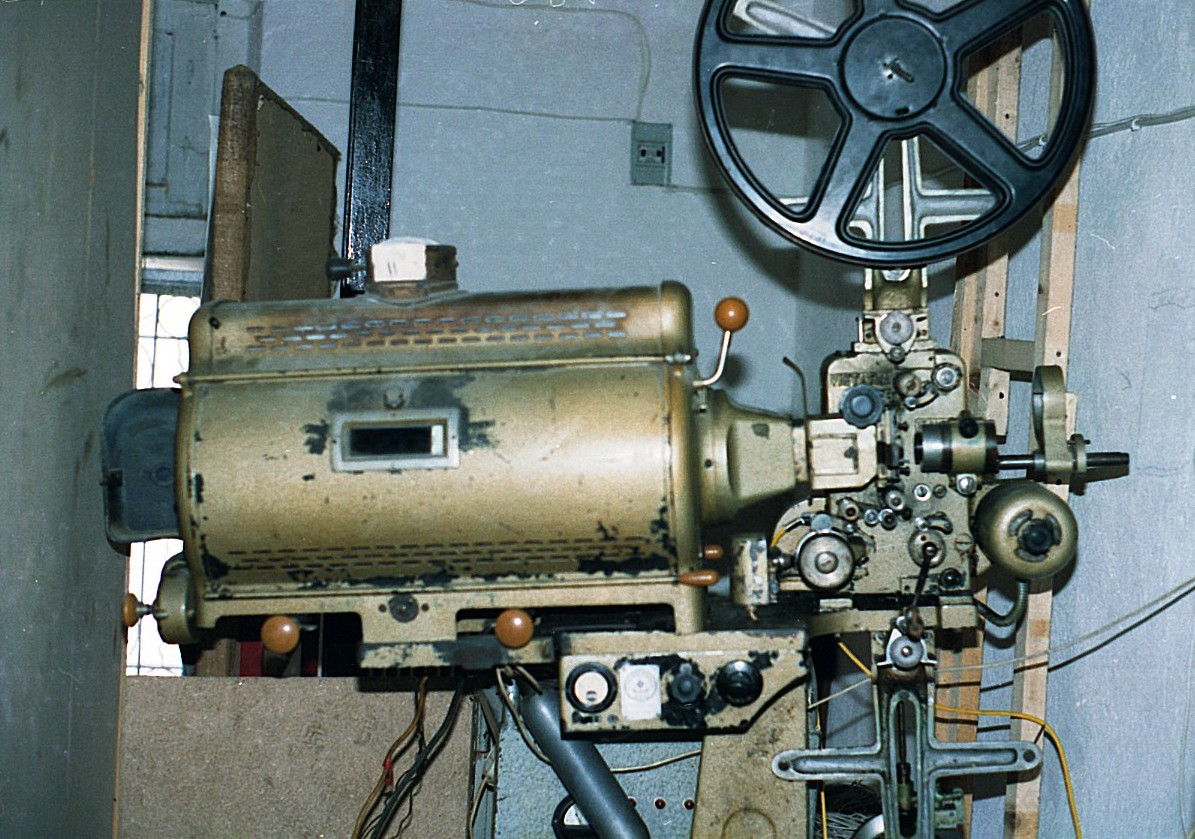
一台35毫米的电影放映机

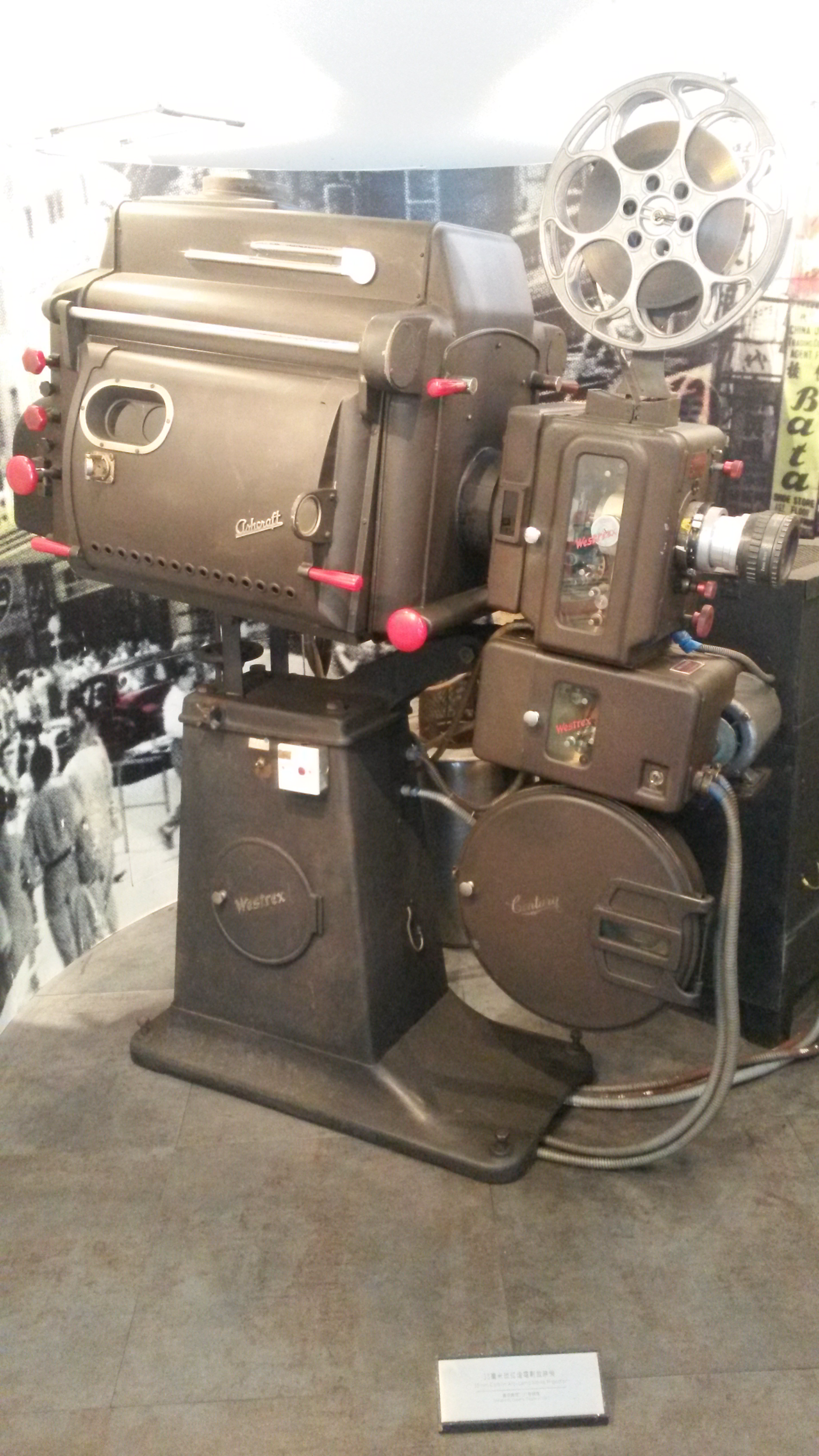
一台35毫米的弧光燈电影放映机，現藏於香港電影資料館

电影放映机是一台光學及力學的電影放映設備，負責把映像投影至放映幕（projection screen）上。
电影放映机由灯箱、光学系统、传动输片装置和供、收片盒等构成；影片在放映机上运行，每格画面经过片窗时作瞬间停留，在灯箱光束的透射下，影像通过放映镜头，放大地投映到银幕上；由于人眼的视觉暂留作用，画面的迅速变换，使观众获得活动的视觉效果。除聲音及照明外，其餘均與攝影機大同小異。